# Association GRAAL
 (décembre 2024).
L'association GRAAL (Groupement de Réflexion et d'Action pour l'AnimaL) est une association d'intérêt général de protection et défense des animaux, créée en 1997.
Le GRAAL offre une retraite aux animaux de laboratoire et accroît la visibilité de ces animaux invisibilisés,.
Comme l'affirme la journaliste Jeanne Fourneau dans Le Monde : "entre les scientifiques et les défenseurs des animaux une collaboration sans jugement est possible". 

## Historique du GRAAL
19 novembre 1997 : Création de l’association, cofondée par Marie-Françoise Lheureux, Présidente en exercice.
2005 : Création et mise en œuvre du concept de retraite d’animaux de laboratoire en France : le GRAAL réhabilite une première chienne Schnauzer appelée « Thia » issue d’un centre expérimental de thérapie génique. 
2014 : Mise en place d’un projet de réhabilitation de chevaux en collaboration avec le laboratoire SANOFI : pendant plusieurs années, le GRAAL et SANOFI ont travaillé ensemble afin d’assurer le placement d’environ 150 chevaux, auprès de particuliers et de centres spécialisés préalablement sélectionnés.
2016 : Signature d’une Convention nationale de partenariat La SPA – GRAAL qui permet au GRAAL de solliciter près d’une quarantaine de refuges La SPA sur l’ensemble du territoire français pour l’accueil des animaux réhabilités. Les refuges répondent présents selon leurs capacités d’accueil et leur disponibilité au moment de la sortie des animaux.
2018 : Lauréat du prix Abel Brion décerné par l’Académie Vétérinaire de France : Le GRAAL a reçu le prix Abel Brion pour la publication et la diffusion du « Guide de la Retraite des Animaux de Laboratoire », 1er ouvrage paru en France sur ce thème. Cet ouvrage est destiné à tous les utilisateurs d’animaux à des fins scientifiques. Il contient les informations utiles à la mise en œuvre  

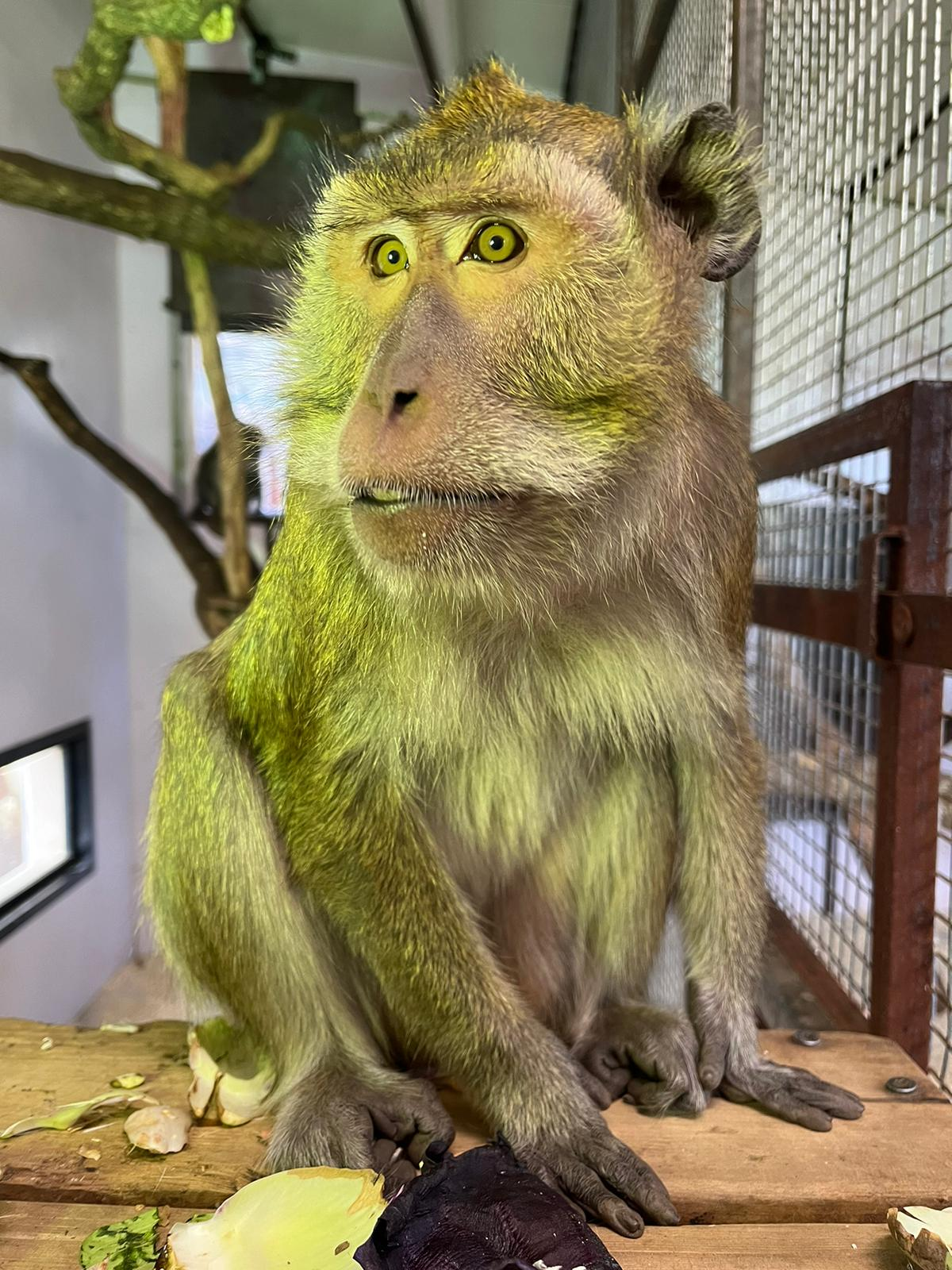
Macaque Crabier réhabilité par le GRAAL aux Terres de Nataé

d’une retraite rapide et juridiquement encadrée. Depuis 2005 et la mise en œuvre par le GRAAL du concept de retraite des animaux de laboratoire, plus de 80 unités de recherche ont répondu favorablement à l’action de l’association et volontairement donné vie à ce concept éthique, permettant ainsi à des milliers d’animaux d’avoir une vie après le laboratoire. 
2022 : Réhabilitation de quatre macaques crabiers au parc animalier les Terres de Nataé dans le Morbihan. Grâce à la construction d’une volière de 500m2, véritable « maison de retraite » pour primates issus de laboratoire au parc-refuge, ce sont 10 macaques crabiers qui profitent désormais de leur retraite aux Terres de Nataé.

## Description
Le GRAAL (Groupement de Réflexion et d'Action pour l'AnimaL) est une association reconnue d'intérêt général constituée conformément à la loi de 1901, déclarée à la Préfecture de Créteil, indépendante de toute autorité politique ou religieuse. 
Le siège social est situé à Charenton-le-Pont.

### Action
Le GRAAL mène des actions de réhabilitation d'animaux en fin de protocole scientifique en se faisant connaître auprès de différentes structures : les laboratoires de recherche en leur proposant la réhabilitation des animaux dont ils n'ont plus besoin à la place de leur euthanasie ; les refuges animaliers, et toutes structures spécialisées pour accueillir les animaux à réhabiliter, et enfin les particuliers.

## Organisation
Les 40 bénévoles du GRAAL, répartis en pôles, organisent la réhabilitation des animaux, depuis le laboratoire jusqu'au lieu d'accueil.

### Le pôle réhabilitation
Les bénévoles reçoivent les demandes des laboratoires pour la réhabilitation d'animaux arrivés en fin de protocole expérimental et organise les démarches (signature de contrats, récupération du dossier administratif des animaux, …) quant au placement et à la retraite des animaux. 
La structure d'accueil (zoo-refuge, refuge type SPA, aquarium, ferme-refuge...) la plus adaptée doit être trouvée (localisation, moyens et disponibilité) . La sortie des animaux est alors organisée d’un point de vue logistique : coordination avec le laboratoire, la société de transport et le refuge pour que les animaux arrivent dans les meilleures conditions possibles et que le refuge soit prêt à les accueillir. Avec 200 laboratoires et 250 structures d’accueil, plus de 8000 animaux ont été réhabilités par le GRAAL depuis 20 ans. Soit environ 2054 rongeurs, 1910 chiens, 332 chats, 780 lapins, 150 chevaux, 200 animaux de ferme, 1660 poissons et 121 primates.

### Le pôle vétérinaire
Composé de vétérinaires bénévoles qui interviennent principalement pour les demandes relatives aux réglementations concernant certaines réhabilitations, telles que le transfert des identifications et les obligations liées au transport. Ils et elles offrent également des conseils sur les conditions d’hébergement, les tests de dépistage obligatoires, les conditions de stérilisation et les vaccinations. Ils donnent leur avis sur l’état de santé de certains animaux et sur les mesures à prendre pour leur réhabilitation.